# Geistliche Akademie
Geistliche Akademie nennt man Bildungseinrichtungen der Orthodoxen Kirchen, die zumeist aus einem Priesterseminar, einer kirchlichen Hochschule und einer Schule (Gymnasium) mit Internat bestehen und oft aus einer Slawisch-Griechisch-Lateinischen Schule hervorgegangen sind.
Im Einzelnen sind dies folgende:
Ökumenisches Patriarchat von Konstantinopel
- Seminar von Chalki (1971 durch den türkischen Staat geschlossen)
- Orthodoxe Akademie Kretas

Armenische Apostolische Kirche
- Armasch (Akmesche bei Izmit) (bis 1915)
- Heilig-Kreuz-Seminar (1970 durch den türkischen Staat geschlossen)

Bulgarisch-Orthodoxe Kirche
- Geistliche Akademie Sofia
- Geistliche Akademie Plowdiw

Georgische Orthodoxe Apostelkirche
- Geistliche Akademie Tiflis

Russisch-Orthodoxe Kirche
- Geistliche Akademie Kasan
- Geistliche Akademie Kiew
- Geistliche Akademie Minsk
- Moskauer Geistliche Akademie
- Geistliche Akademie Sankt Petersburg
- Geistliche Akademie Sretenski

Serbisch-Orthodoxe Kirche
- Geistliche Akademie des Hl. Vasilije von Ostrog in Srbinje/Foča, Bosnien-Herzegowina

Belarussisch-Orthodoxe Kirche
- Geistliche Akademie im Kloster Zhirovichi (Shirowitschi)